# Ludwig Küntzelmann

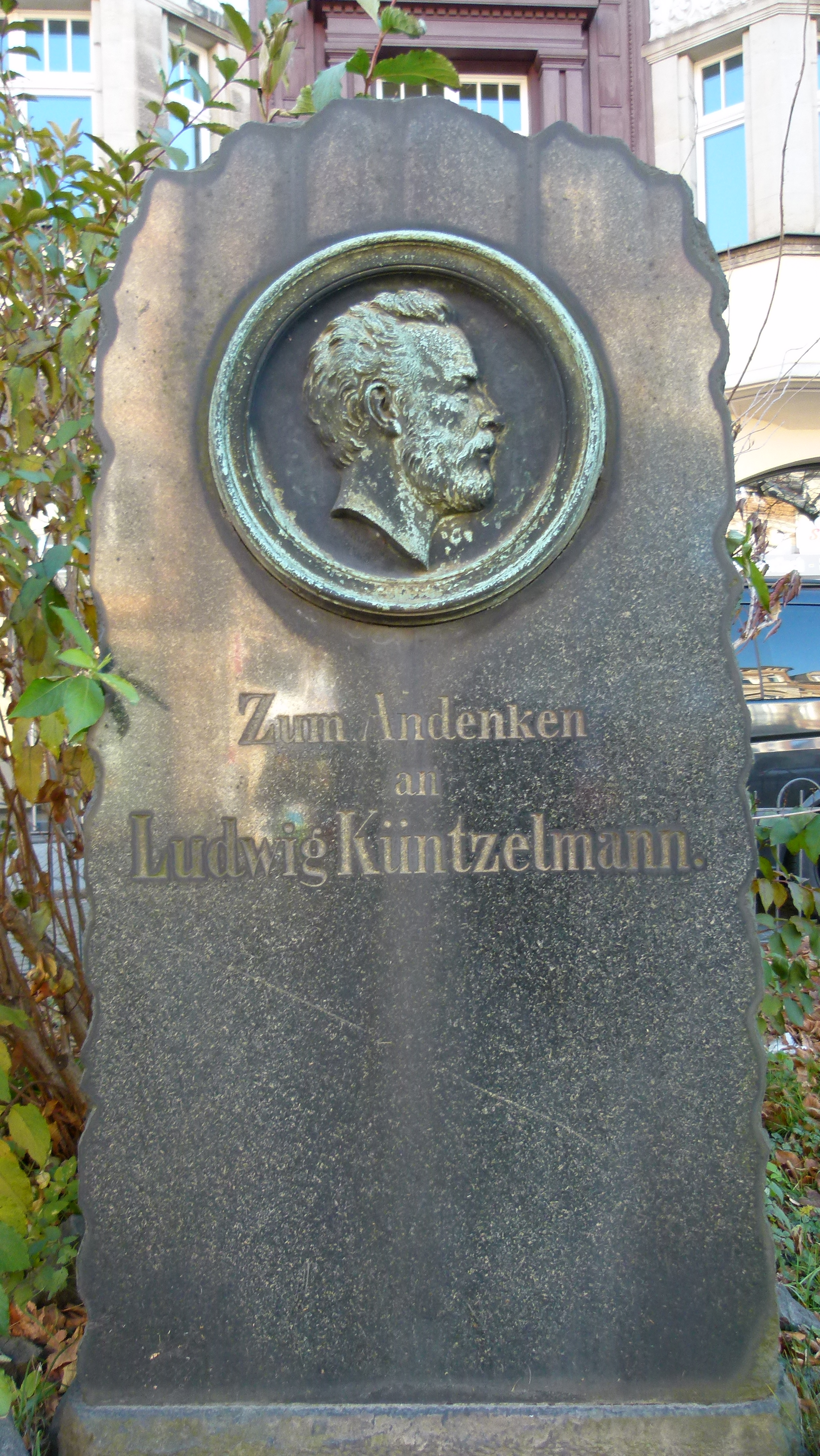
Gedenkstein für Küntzelmann an der Bautzner Landstraße in Dresden

Maximilian Ludwig Küntzelmann (* 29. Dezember 1826 in Dresden; † 16. Oktober 1881) war ein deutscher Industrieller.

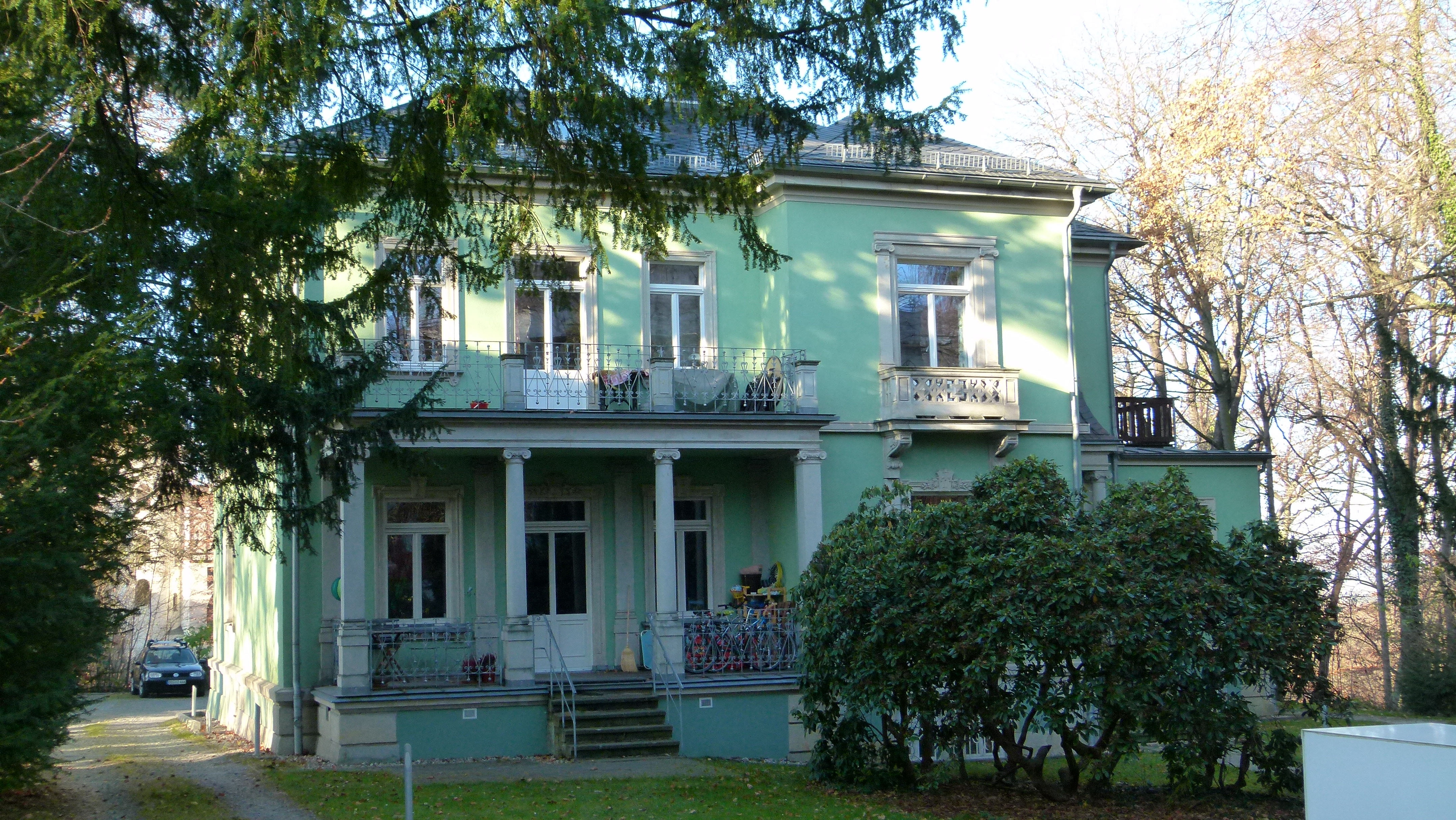
Küntzelmann-Villa auf dem Weißen Hirsch

Als Sohn des Seifensieders August Küntzelmann schuf er aus der kleinen Seifensiederei, die seit 1716 im Besitz der Familie war, eine der bedeutendsten Seifenfabriken. Er war Stadtverordneter in Dresden und kaufte 1872 das ehemalige Gut auf dem Weißen Hirsch und ließ es in Parzellen aufteilen. Dessen Herrenhaus baute er zum Kurhaus um, schuf eine Villenkolonie und gab die Anregung zur Anlage des Waldparks Weißer Hirsch. Er richtete ein Gesuch an das Innenministerium, dass dieser sich künftig als klimatischer Kurort bezeichnen durfte und in die Statistik der Dresdner Bäder aufgenommen wird. Küntzelmann gilt damit als Begründer des Dresdner Kur- und Villenvorortes und heutigen -stadtteils Weißer Hirsch.
Er wurde auf dem Trinitatisfriedhof beigesetzt.

## Ehrungen
1881 bis 1883 wurde zur Erinnerung an das Wirken von Ludwig Küntzelmann ein Gedenkstein an der Bautzner Landstraße Ecke Luboldtstraße errichtet. Das darauf befindliche Bronzerelief wurde von Reinhard Schnauder gestaltet.
Im Jahr 1922 wurde im inzwischen nach Dresden eingemeindeten Weißen Hirsch die frühere Ludwigstraße in Küntzelmannstraße umbenannt. In ihrem Verlauf befindet sich an der Kreuzung mit der Lehnertstraße der Ludwig-Küntzelmann-Platz.

## Belege
1. ↑  Beck Oscar: Festschrift anläßlich des 200jährigen Bestehens der Firma Ludwig Küntzelmann, Dresden / am 31. Oktober 1916. Dresden 1916.